# José Aristeu Vieira
José Aristeu Vieira (ur. 14 lipca 1952 w Rio Vermelho) – brazylijski duchowny katolicki, biskup Luz od 2015.

## Życiorys
13 października 1979 otrzymał święcenia kapłańskie i został inkardynowany do archidiecezji Diamantina. Pracował głównie jako duszpasterz parafialny, pełnił także funkcje m.in. ojca duchownego prowincjonalnego seminarium w Diamantinie oraz archidiecezjalnego duszpasterza powołań.
25 lutego 2015 papież Franciszek mianował go biskupem diecezji Luz. Sakry udzielił mu 2 maja 2015 ówczesny metropolita Diamantiny – arcybiskup João Bosco Oliver de Faria.